# Kyrkdalen
Kyrkdalen (finska: Kirkkolaakso) är en kommundel i Kyrkslätt. Kommundelen bildar en del av Kyrkslätts centrum och Kyrkslätts kyrkliga samfällighet är en stor markägare i området.

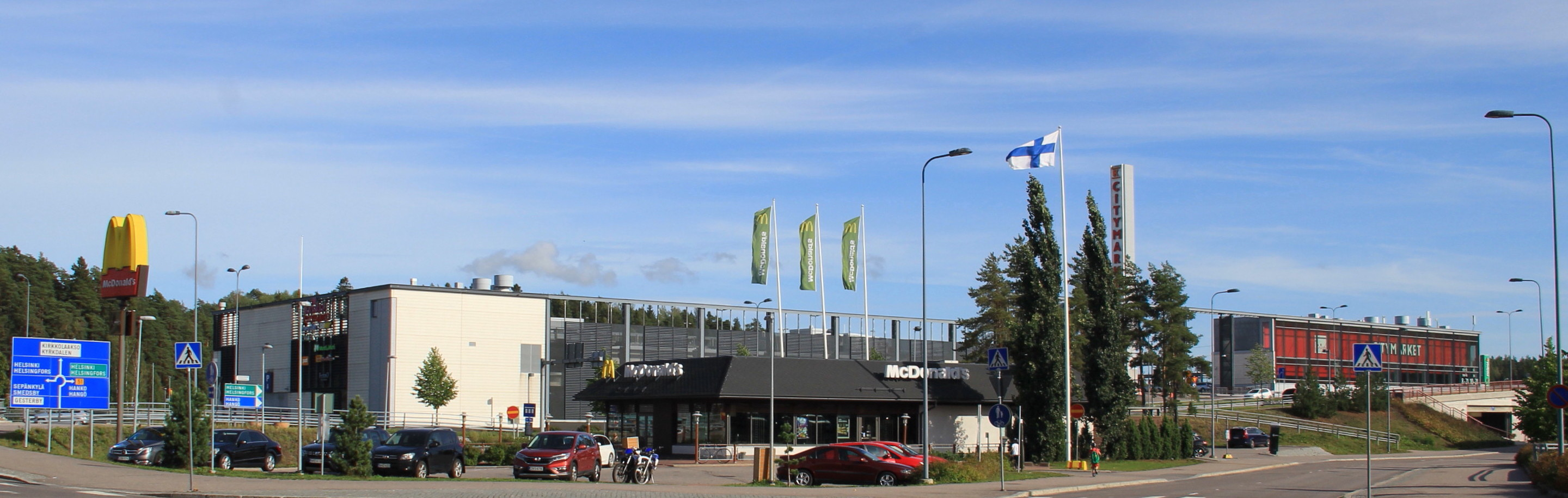
K-Citymarket i Kyrkslätt

## Tjänster
Kyrkdalens område bestod av åkrar fram till 2008 när man började bygga Kyrkslätts första K-Citymarket. Kyrkslätts kyrkliga samfällighet sålde också tomter för nya höghus år 2007.
I Kyrkdalen finns också olika butiker och restauranger, idrottsplan, bibliotek, kommunhus, polisstation, brandstation, järnvägsstation, kyrka och två begravningsplatser.